# Andreas Schönbächler
Andreas Schönbächler (Zug, 24 april 1966) is een Zwitsers freestyleskiër. 

## Carrière
Schönbächler nam deel aan de Olympische Winterspelen 1988 en aan de Olympische Winterspelen 1992 waarbij het Aerials een demonstratieonderdeel was.
Tijdens het officiële olympische debuut van Aerials won Schönbächler de gouden medaille. Schönbächler won nooit een wereldbekerwedstrijd en eindigde tijdens een wereldkampioenschap nooit op het podium.

## Resultaten

### Olympische Spelen
| Jaar | Plaats      | Resultaten |
| ---- | ----------- | ---------- |
| 1994 | Lillehammer | Aerials    |

### Wereldkampioenschappen
| Jaar | Plaats   | Resultaten  |
| ---- | -------- | ----------- |
| 1986 | Tignes   | 10e Aerials |
| 1989 | Oberjoch | 16e Aerials |